# Souppes-sur-Loing
Souppes-sur-Loing település Franciaországban, Seine-et-Marne megyében. Lakosainak száma 4974 fő (2022. január 1.). Souppes-sur-Loing Dordives, Bagneaux-sur-Loing, Bougligny, Chaintreaux, Château-Landon, La Madeleine-sur-Loing és Poligny községekkel határos.

## Népesség
A település népessége az elmúlt években az alábbi módon változott:
| Lakosok száma | 5494 | 5424 | 5512 | 5390 | 5387 | 5383 | 5253 | 5114 | 4974 |
|               | 2013 | 2015 | 2016 | 2017 | 2018 | 2019 | 2020 | 2021 | 2022 |